# Artoria victoriensis
Artoria victoriensis är en spindelart som beskrevs av Framenau, Gotch och Austin 2006. Artoria victoriensis ingår i släktet Artoria och familjen vargspindlar. Inga underarter finns listade i Catalogue of Life.